# Dane Massey
Dane Massey (Dublino, 17 aprile 1988) è un calciatore ed ex giocatore di calcio a 5 irlandese, difensore del Drogheda Utd.

## Carriera
Ha giocato nella prima divisione irlandese.

## Palmarès

### Club

#### Competizioni nazionali
- Campionato irlandese: 5

Dundalk: 2014, 2015, 2016, 2018, 2019
- Coppa di Lega irlandese: 3

Dundalk: 2014, 2017, 2019
- Coppa d'Irlanda: 3

Dundalk: 2015, 2018, 2020
- Supercoppa d'Irlanda: 3

Dundalk: 2015, 2019, 2021